# Isola di Vykent
L'isola di Vykent (in russo Остров Выкента, ostrov Vykenta) è un'isola russa che fa parte dell'arcipelago dell'imperatrice Eugenia ed è bagnata dal mar del Giappone.
Amministrativamente appartiene alla città di Vladivostok, nel Territorio del Litorale, che è parte del Circondario federale dell'Estremo Oriente.

## Geografia
L'isola è situata circa 75 m a nord-est dell'estremità nord-orientale dell'isola di Rejneke, e 1,25 km a sud-est dell'isola di Popov. È bagnata dalle acque del golfo dell'Ussuri, ovvero la parte occidentale del golfo di Pietro il Grande.
Vykent è un'isola rocciosa dalla forma allungata, con un promontorio nella parte orientale. Si estende da est a ovest per circa 450 m, e raggiunge una larghezza massima di quasi 180 m nella parte occidentale.
Le coste sono molto frastagliate, con basse scogliere rocciose che occupano la maggior parte del litorale. Zone con piccole spiagge si trovano nel sud e nell'ovest. Lungo tutta la costa, soprattutto attorno al promontorio e nel nord-est, si trovano scogli e bassi faraglioni.
La superficie è coperta quasi totalmente da un manto erboso e da cespugli; le uniche eccezioni sono il promontorio roccioso e parte della costa meridionale.